# Gaëlle Perrin-Guillet
Gaëlle Perrin-Guillet, né le 13 juin 1975 à Lyon, est une auteure française de fantasy, de fantastique et de romans policiers.
Elle a notamment reçu en 2014 le prix de l'Association Dora-Suarez pour le roman Haut-le-chœur.

## Œuvres littéraires

### Série «victorienne»
- Soul of London (2022), éditions Des livres et du rêve
- Les Fantômes du passé (2022), éditions Des livres et du rêve
- Dans leur ombre (2023), éditions Des livres et du rêve

### Romans indépendants
- Haut-le-chœur (2019), éditions Taurnada
- La Régulation (2024), roman dystopique, éditions Fleuve éditions[2]

### Recueils de nouvelles
- Regarder le noir (2022), éditions Belfond
- L'Amour, c'est… (2021), éditions Fleuve Éditions
- La Terre, c'est…  (2022), éditions Fleuve Éditions
- Le Livre, c'est… (2024), éditions Fleuve Éditions